# St. Georg (Feldkirchen)

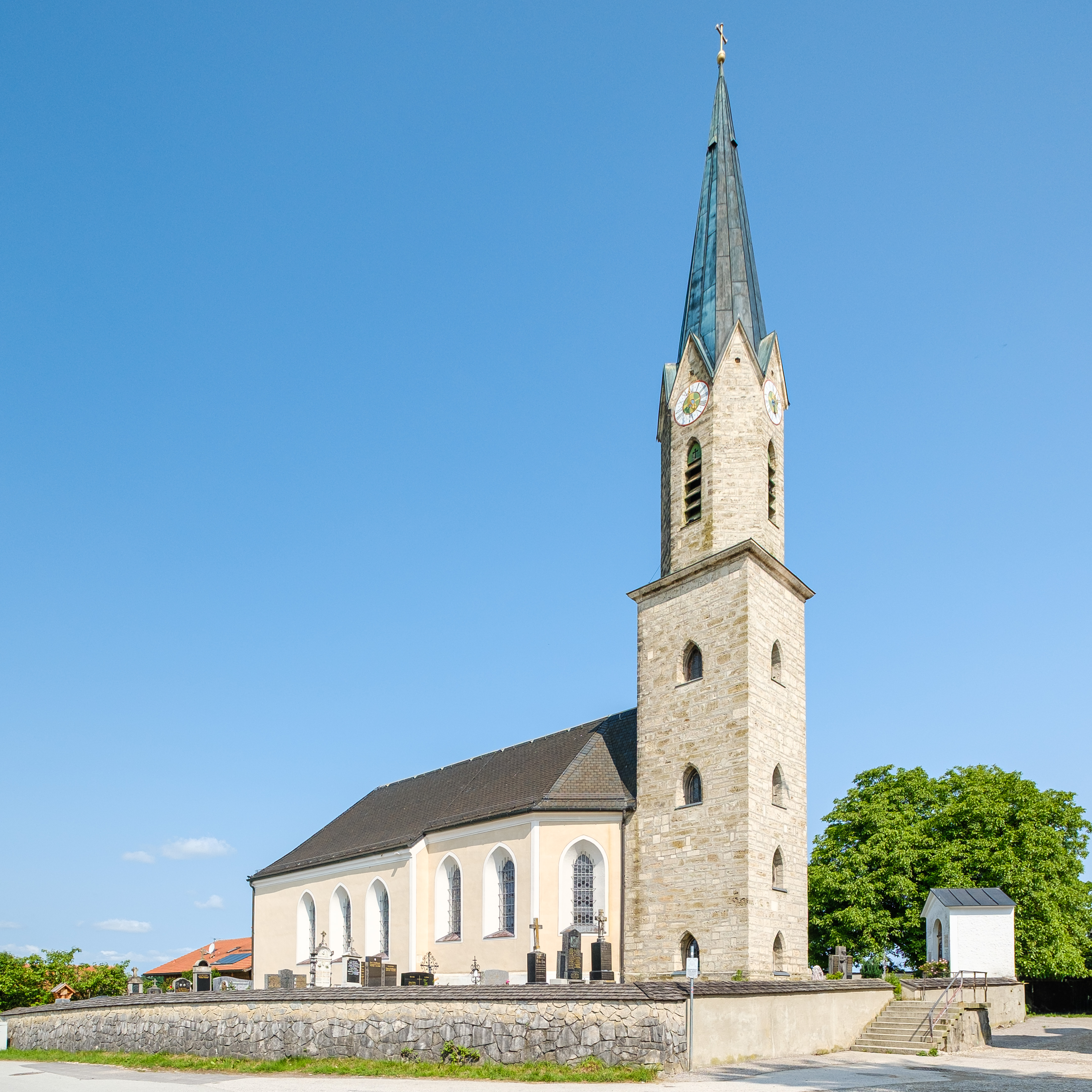
St. Georg in Feldkirchen

Die katholische Filialkirche St. Georg in Feldkirchen, einem Gemeindeteil von Egling im oberbayerischen Landkreis Bad Tölz-Wolfratshausen, wurde um 1500 errichtet. Die Kirche ist ein geschütztes Baudenkmal.
Der spätgotische Saalbau mit eingezogenem Chor und einem östlichen Turm aus Tuffstein wurde 1835 verändert. Im Jahr 1872 wurde der Turm erneuert.